# Пясецкий, Антоний
Эдмунд Антоний Пясецкий (пол. Edmund Antoni Piasecki; 29 ноября [12 декабря] 1913 или 21 мая 1914, Лодзь, Петроковская губерния или Правенцице, Петроковская губерния — 1941 или 1942, Кутно, Лодзинское воеводство) — польский футболист, вратарь.

## Биография
Антоний Пясецкий родился 12 декабря (29 ноября по старому стилю) 1913 года в российском городе Лодзь (сейчас в Польше). По другим данным, родился 21 мая 1914 года в российском селе Правенцице Лодзинского уезда Петроковской губернии (сейчас в Лодзинском воеводстве Польши).
Играл в футбол на позиции вратаря. До 1932 года выступал за лодзинский «Влокняж».
В 1932—1935 годах играл в чемпионате Польши за лодзинский ЛКС, провёл 30 матчей.
В 1936—1937 годах защищал ворота «Гедании» из Данцига (сейчас Гданьск); команда играла в местной гаулиге. По другим данным, не играл за эту команду и дальнейшая его судьба после ухода из ЛКС неизвестна.
15 сентября 1935 года провёл единственный в карьере товарищеский матч за сборную Польши, в котором она в Бреслау сыграла вничью с Латвией (3:3). Пясецкий отыграл первый тайм и пропустил два мяча.
Убит в 1941 или 1942 году немецкими оккупантами в польском городе Кутно во время публичной казни.